# Idiocera knowltoniana
Idiocera knowltoniana là một loài ruồi trong họ Limoniidae. Chúng phân bố ở miền Tân bắc.